# سیارک ۱۳۴۲۵
سیارک ۱۳۴۲۵ (به انگلیسی: 13425 Waynebrown، نامگذاری:1999VG24) سیزده هزار و چهارصد و بیست و پنجمین سیارک کشف شده است که در ۱۵ نوامبر ۱۹۹۹ کشف شد.
قدر مطلق سیارک برابر ۱۳٫۲۰ است.